# ロバート・シャーマン
ロバート・シャーマン（英語: Robert Bernard Sherman、1925年12月19日 - 2012年3月5日）は、アメリカ合衆国ニューヨーク州ニューヨーク出身の作曲家。

## 経歴
ロシア系ユダヤ人の移民である両親のもとに生まれる。その後カリフォルニア州ビバリーヒルズに定住。幼いころから芸術に興味をもっていた。第二次世界大戦時に17歳でアメリカ軍に入隊し、ドイツに向かうが足を撃たれ、その後義足での生活を余儀なくされる。イギリスにて療養生活をしているうちに、イギリスについて興味を持ち本を読み漁る。その後、イギリス人作家の作品の曲を手がけたりしたことから、音楽家としての仕事の上でもこの時間は必要なものだったと彼は振り返る。
アメリカに戻った後、イギリス文学・絵画を大学にて学び、両方の学位を取得した。2002年にはイギリスにて絵画展も行っている。1953年9月27日にはジョイス・ルース・サズナーと結婚し、4人の子供に恵まれる。
1994年の映画『ビバリーヒルズ・コップ3』ではカメオ出演している。

## 作曲活動
ミュージシャンである父の勧めで、弟であるリチャードとともに曲を書き始める。自ら音楽会社を立ち上げ、シャーマン兄弟として初のポップ・チャートでトップ10入りを果たしたのはアネット・ファニセロの「トール・ポール」（Billboard Hot 100最高位7位） であった。このヒットがウォルト・ディズニーの目にとまり一緒に働く事となる。ウォルト・ディズニーが亡くなる1966年までディズニーの仕事を行い、その後フリーランスとして働く。その他、ヘイリー・ミルズの「レッツ・ゲット・トゥゲザー」（『罠にかかったパパとママ』主題歌）、ジョニー・バーネットとリンゴ・スターの「ユア・シックスティーン」などもBillboard Hot 100でトップ10入りを果たしている。
2002年にはイギリスに移住し、作曲・絵画の活動を続ける。2003年のBBCの調査による「子供たちが好きな殿堂入り映画TOP10」にはシャーマン兄弟の『ジャングルブック』、『メリー・ポピンズ』、『おしゃれキャット』、『チキ・チキ・バン・バン』の4作品が入った。
その後も新たな曲を書き加え、ミュージカル作品として公演を行うなどの活動を行っていたが、2012年3月5日に亡くなった。死因等、詳しい事は分かっていない。

## 主な作品

### アニメ作品
- ジャングル・ブック（1967）
- おしゃれキャット（1970）
- 罠にかかったパパとママ（1961）
- 罠にかかったパパとママ（1998）
- シャーロットのおくりもの（1973）

### アニメ以外の作品
- 「Over Here!」（1974）トニー賞ノミネート

### その他
- 「ユア・シックスティーン」 -　歌：ジョニー・バーネット
- 「パイナップル・プリンセス」 - 歌：アネット・ファニセロ
- 「小さな世界」 - テーマパーク「イッツ・ア・スモールワールド」のテーマ曲